# دوك آدامز
دوك آدامز هو لاعب كرة قاعدة وطبيب وسياسي أمريكي، ولد في 1 نوفمبر 1814 في مونت فيرنون في الولايات المتحدة، وتوفي في 3 يناير 1899 في نيو هيفن في الولايات المتحدة. انتخب عضو مجلس نواب كونيتيكت ‏.

## وصلات خارجية
- دوك آدامز على موقع جمعية أبحاث البيسبول الأمريكية (الإنجليزية)